# レナード・フェザー・プレゼンツ・バップ
レナード・フェザー・プレゼンツ・バップ（Leonard Feather Presents BOP）はアメリカ合衆国の評論家で、音楽プロデューサーのレナード・フェザーが1957年に制作監修したビバップ・スタイルのジャズ・アルバムである。別タイトルとして”Leonard Feather Presents 52nd Street”とも呼ばれている。

## 解説
『レナード・フェザー・プレゼンツ・バップ』はウエストコーストのレコード会社であるモード・レコードで制作されたビバップ・ムーブメントへのトリビュート・アルバムである。プロデューサーのレナード・フェザーはジャズ・ミュージックの革命的なムーブメントとしてだけでなく、ときに奇矯なファッションやパーソナリティなどを指す流行語として誤って捉えられることもあった「ビバップ」を再び世に問う目的で当アルバムの企画を立て、ビバップの有名曲を、初発表時のオリジナルの編曲で、ビバップの影響のもとで自己の演奏スタイルを築いてきたミュージシャンたちと制作した。
レコーディングは1957年8月、ジョージ・ウォーリントンと彼のレギュラー・クインテットのメンバーを中心としてニューヨークで行なわれ、ビバップ全盛期にギグのクロージング・テーマとしてしばしば演奏された「52丁目のテーマ」でアルバムを締めくくった。
フェザーはライナーノーツの中で以下のように記している。
「この作品がバップと名付けられて発表される最初のアルバムであるということは、レコード店に1000枚ものジャズ・アルバムが並べられている事実を考えると皮肉に感じるが、とにかく満を持しての登場ということになる。…ここで聴かれる音楽は、52丁目にあった、とある古いクラブでの雰囲気を彷彿とさせるものだ。」

### アートワーク
アルバムのフロント・カバーには、モード・レコードのいくつかのカバー・デザインを手がけた、ウィリアム・ボックスによるディジー・ガレスピーのイラストが使われているが、ガレスピー自身はプレイヤーとしてはアルバム制作に関与していない。バック・カバーには、レコーディングの際にスタジオを訪れたチャーリー・パーカーの未亡人チャンと息子のベアードをボブ・パレントが撮った写真が使われている。ライナーノーツはフェザー自身が書いたが、曲目やクレジットに一部誤りがあるとも指摘されている。（収録曲およびクレジットの項目を参照）

### リイシュー
当アルバムは1959年にインタールード・レコードから”Leonard Feather Presents 52nd Street”というタイトルでアルバム・カバーも一新して再発売され、その際従来のモノラル盤に加えて、初めてステレオ盤も発売された。最初のCDは1991年にモノラル盤が発売されている。

### 評価
日本では、当アルバムはスイングジャーナル・ゴールドディスクに選定されている。

## 収録曲
タイトルはオリジナル・アルバム・カバー表記に基づく。括弧内は作者。
SIDE：A
1. Little Benny [1] (Benny Harris)
2. Be Bop (Dizzy Gillespie)
3. Lemon Drop (George Wallington)
この曲で歌われているスキャットはフィル・ウッズとサド・ジョーンズによるものである。
4. Ornithology (Charlie Parker)
5. Anthropology (Charlie Parker)

SIDE：B
1. Salt Peanuts (Dizzy Gillespie)
この曲で聞かれる声はチャーリー・パーカーの息子であるベアード・パーカーによるものである。
2. Groovin' High (Dizzy Gillespie)
3. Shaw 'Nuff (Dizzy Gillespie)
4. Billie's Bounce [2] (Charlie Parker)
5. Hot House / 52nd Street Theme (Tadd Dameron, Thelonious Monk)

### クレジット
オリジナル・アルバム・カバー表記に基づく。
- George Wallington ：Piano
- Idrees Sulieman ：Trumpet（SIDE：A）[3]
- Thad Jones ：Trumpet（SIDE：B）[4]
- Phil Woods ：Alto Saxophone
- Curly Russell ：Bass
- Denzil Best ：Drums（SIDE：A）[3]
- Art Taylor ：Drums（SIDE：B）[4]
- Recorded on August 1957, New York, N.Y.
- Earle Brown：Engineer
- Eugene Thompson：Engineer
- William Box：Cover Design
- Bob Parent：Liner Photography
- Leonard Feather：Liner Notes
- Cal Freedman ：Cover Design (Reissue)
- George Jerman：Cover Photography (Reissue)

## 発売記録
| 形態 | 発売年 | タイトル                                             | 品番       | レコード会社       | アートワーク | 解説                       | 備考                                                    |
| ---- | ------ | ---------------------------------------------------- | ---------- | ------------------ | ------------ | -------------------------- | ------------------------------------------------------- |
| LP   | 1957年 | Leonard Feather Presents BOP                         | MOD-LP 127 | MODE               | William Box  | Leonard Feather            | アメリカ初出 モノラル                                   |
| LP   | 1959年 | Leonard Feather Presents 52nd Street                 | MO-511     | INTERLUDE          | Cal Freedman | Leonard Feather            | アメリカ再発 モノラル                                   |
| LP   | 1959年 | Leonard Feather Presents 52nd Street                 | ST-1011    | INTERLUDE          | Cal Freedman | Leonard Feather            | アメリカ再発 ステレオ ※初回プレス分はレッド・ビニール盤 |
| LP   | 1985年 | Leonard Feather Presents 52nd Street with Phil Woods | V.S.O.P-12 | V.S.O.P            | Cal Freedman | Leonard Feather            | アメリカ再発 ステレオ                                   |
| LP   | 1985年 | Leonard Feather Presents BOP                         | MP-2333    | ポリドール         | William Box  | 大和明                     | 日本初出 モノラル                                       |
| LP   | 1988年 | Leonard Feather Presents BOP                         | 35199 28   | トイズファクトリー | William Box  | Leonard Feather / 油井正一 | 日本再発 モノラル                                       |
| LP   | 1991年 | Leonard Feather Presents BOP                         | MOD-LP 127 | 新星堂             | William Box  | 油井正一                   | 日本再発 モノラル                                       |
| CD   | 1991年 | Leonard Feather Presents BOP                         | TFCL-88913 | トイズファクトリー | William Box  | Leonard Feather / 油井正一 | 日本初出 モノラル                                       |
| CD   | 1997年 | Leonard Feather Presents BOP                         | MOD-LP 127 | V.S.O.P            | William Box  | なし                       | アメリカ初出 モノラル                                   |
| CD   | 2008年 | Leonard Feather Presents BOP                         | MZCS-1170  | MUZAK              | William Box  | Leonard Feather            | 日本再発 モノラル 紙ジャケット                          |